# Lepanthes martineae
Lepanthes martineae är en orkidéart som beskrevs av Carlyle August Luer och Cloes. Lepanthes martineae ingår i släktet Lepanthes och familjen orkidéer.
Artens utbredningsområde är Peru. Inga underarter finns listade i Catalogue of Life.